# Tournée della nazionale australiana di cricket in Inghilterra 1880
LaTournée della nazionale australiana di cricket in Inghilterra 1880, consistente in una serie di una partita, si è disputata in Inghilterra tra il 6 e l'8 settembre 1880, ed ogni partita si è svolta secondo le regole del test cricket. Le partite si sono disputate al Kennington Oval di Londra.
La serie è terminata 1-0 in favore dell'Inghilterra ed è stata replicata nella stagione 1882.

## Contesto
La squadra di cricket australiana in tournée in Inghilterra nel 1880 disputò nove partite di prima classe, inclusa una partita di Test, che fu il primo Test match mai giocato in Inghilterra. La squadra era capitanata da W.L. Murdoch.
Durante la tournée, gli australiani incontrarono difficoltà nell'organizzare incontri contro le squadre delle contee. Prima del Test match, disputato all'inizio di settembre, avevano giocato solo quattro partite di prima classe, oltre a numerosi incontri contro avversari meno competitivi, nonostante fossero in Inghilterra da circa quattro mesi.
Il Test match fu aggiunto tardivamente al programma su iniziativa del segretario del Surrey, C.W. Alcock, che convinse Lord Harris a formare una squadra. Tuttavia, alcuni giocatori inglesi, tra cui A.N. Hornby, Tom Emmett e George Ulyett, rifiutarono di partecipare, ricordando con disappunto la rivolta di Sydney del 1879.

## Risultati

### Test 1
| 6-8 settembre Referto |

| Inghilterra      | v | Australia                 |
| 420 (210,3 over) |   | 149 (75.1 over)           |
| 57/5 (33,3 over) |   | 327 ( f/o ) (176.3 overs) |

- Inghilterra vince il sorteggio e decide di battere